# Каландра
Каландра (грч. Καλάνδρα) је приморско насељено место у општини Касандра у периферији Средишња Македонија, Грчка. Према попису из 2021. године било је 649 становника.
Према бугарском географу и историчару, Василу Канчову, у Каландри је 1900. године живело 410 Грка.